# Cornelius Küpper

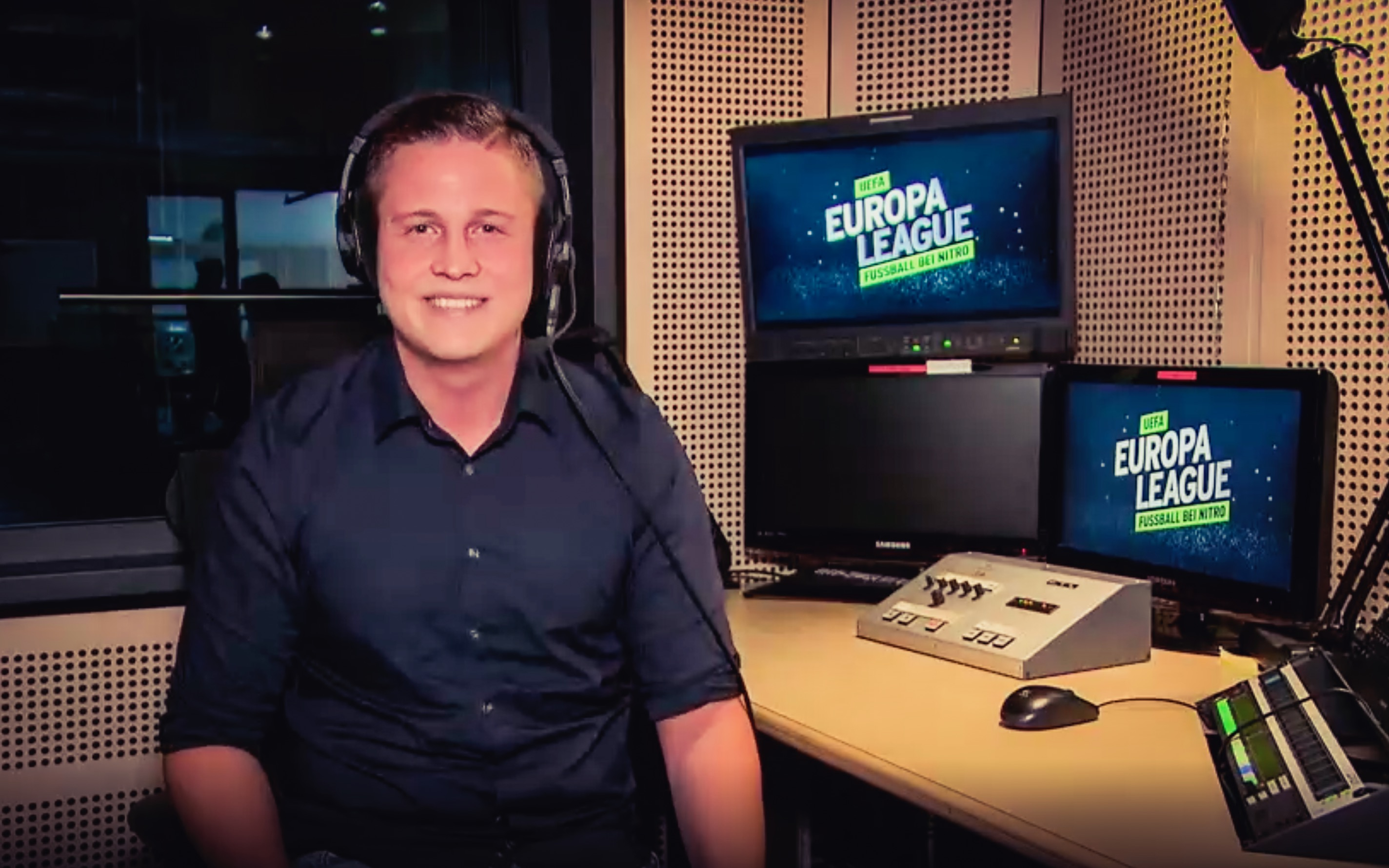
Cornelius Küpper (2019)

Cornelius Küpper (* 9. Oktober 1991 in Werne) ist ein deutscher Sportjournalist und Fußballkommentator.

## Ausbildung und Karriere
Schon während der Oberstufe machte Küpper seine ersten Schritte im Mediengeschäft als MAZ-Redakteur bei LIGA total! und Redaktionsassistent bei Sky. Es folgten Praktika bei FOCUS Online, Radio Dresden und in der Öffentlichkeitsabteilung von Borussia Dortmund. Nach seinem Abitur im Jahr 2011 absolvierte er eine Sprecherausbildung an der Akademie Deutsche POP. Ab 2012 belegte er an der Medienakademie in München und Mittweida den Bachelor-Studiengang Sportjournalismus und Sportmanagement. Das Studium schloss er im Jahr 2015 ab.
Bereits währenddessen arbeitete Küpper freiberuflich als Film- und Beitragsmacher. Zu seinen Auftraggebern zählten unter anderem „BVBtotal!“ (heute BVB-TV) und die DFL Digital Sports, für die er bis heute tätig ist und im Rahmen der Bundesliga-Auslandsvermarktung Videos erstellt.
Beim Sportstreaming-Dienst DAZN sammelte er im Sommer 2016 erste Erfahrungen als Kommentator von Live-Fußballspielen. Hier war seine Stimme in Europas Top-Ligen wie der spanischen LaLiga, der italienischen Serie A oder der englischen Premier League zu hören.
Als sich der Kölner Privatsender RTL ein Teilpaket der Übertragungsrechte für die Bundesliga sicherte, gehörte Küpper von Beginn an zum Team der Beitragsmacher für die wöchentliche Sendung „100% Bundesliga“ bei Nitro. Seit 2018 kommentiert er für RTL regelmäßig Zusammenfassungen in der Europa League.
Am 28. November 2019 feierte Cornelius Küpper beim Europa-League-Spiel FC Arsenal gegen Eintracht Frankfurt (1:2) sein Debüt als Live-Kommentator im Hauptprogramm. Die Sport Bild schrieb im Anschluss: „Bei seinem Prime-Time-Debüt hält sich Cornelius Küpper zurück, liefert aber auch Unterhaltsames: ,Lufthoheit und Kamada, das passt einfach nicht.‘“
Seit 2024 kommentiert er die Spiele in der Fernsehshow Du gewinnst hier nicht die Million bei Stefan Raab.

## Privatleben
Cornelius Küpper kommt aus einer Journalistenfamilie. Er ist der Sohn des deutschen Fußballkommentators Hans Georg Küpper, Bruder Alexander arbeitet als Kommentator und Beitragsmacher für den MDR und Magenta Sport. Seine Schwester Katharina ist Volontärin beim Westfälischen Anzeiger.
Im Alter von fünf Jahren fing er beim MTV Pfaffenhofen in der F-Jugend mit dem Fußballspielen an und durchlief dort sämtliche Altersklassen.